# Planície de Stari Grad
A Planícia de Stari Grad sobre a ilha de Hvar, na Croácia, é um território agrícola marcado pela herança da colonização grega antiga, do século IV até a nossa era.
Foi incluído na lista de Patrimônio Mundial da UNESCO em 2008, pela sua importância como exemplo do sistema grego antigo de agricultura.